# Torhild Nigar
Torhild Nigar, född 3 juni 1950, är en norsk låtskrivare.

## Biografi
Torhild Nigar ställde upp i Norsk Melodi Grand Prix 1992 med låten "Hjembygd". Hon skrev även låten I evighet, som Elisabeth Andreassen ställde upp med i Norsk Melodi Grand Prix 1996, där den vann och tävlade i Eurovision Song Contest i Oslo i maj samma år. Torhild Nigar skrev även låten "Winds of the Northern Sea", som Elisabeth Andreassen tävlade med i 1998.

## Diskografi

### Album
| Titel       | Utgivning |
| ----------- | --------- |
| Stille vann | 1994      |

### Singlar
| Titel          | Utgivning |
| -------------- | --------- |
| Dangerous Game | 1994      |
| The Settlers   | 1994      |